# ياسر حمود
ياسر السيد المليجي حمود وشهرته ياسر حمود (6 ديسمبر 1966-) طبيب بيطرى مصري، عضو في مجلس الشعب المصري، عن الدورة البرلمانية 2005-2010، وعضو الكتلة البرلمانية لنواب الإخوان المسلمين عن دائرة إسطنها بمحافظة المنوفية.  وعضو أول مجلس شورى منتخب بعد ثورة 25 يناير. مواليد قرية طه شبرا. وعضو مجلس النقابة العامة للأطباء البيطريين.

## النشاط السياسي
- عضو مجلس الشعب عن الدائرة الانتخابية بإسطنها محافظة المنوفية. الدورة البرلمانية 2005-2010
- عضو أول مجلس شورى منتخب بعد ثورة 25 يناير عن محافظة المنوفية. في الفترة من 2012 حتى 2013.[6]
- عضو مجلس النقابة العامة للأطباء البيطريين عن وسط الدلتا ومقرر لجنة التشريعات بالنقابة.[4][5]

## نشاطه المهني والسياسي
درس حمود الطب البيطري وحصل على البكالوريوس عام 1990. وعمل طبيبًا بيطريًا بالإدارة البيطرية بقويسنا. وقد ترشح لعضوية مجلس الشعب عام 2005 وفاز في دائرة إسطنها. ثم ترشح لمجلس الشورى في انتخابات 2007 إلا أن اللجنة العليا للانتخابات قد طلبت شطب ترشيحه، ثم ترشح لمجلس الشعب في انتخابات 2010 وفاز فيها أيضًا. ثم بعد ثورة 25 يناير فاز بمقعد في انتخابات مجلس الشورى. وبعد انقلاب 2013 في مصر أصدرت النيابة العامة قرارًا بالتحفظ على أمواله.